# Stará Metuje
Stará Metuje je přírodní památka poblíž Jaroměře (části Starý Ples a Josefov (Jaroměř)). Oblast spravuje Krajský úřad Královéhradeckého kraje. Území přírodní památky je zároveň evropsky významnou lokalitou soustavy Natura 2000.
Hlavním předmětem ochrany je podpora a stabilizace populace evropsky významného a silně ohroženého živočišného druhu – vážky klínatky rohaté (Ophiogomphus cecilia), včetně aktivní ochrany biotopu s cílem zajistit vhodnými formami ochrany vodního toku stabilitu biotopu a podpořit další šíření druhu na lokalitě.

## Stará a nová Metuje
Řeka Metuje se pod Novým Městem dělí na nové a staré koryto. Na počátku 20. století byl vybudován systém na závlahu luk a zároveň byly zachovány vodní mlýny. Toho bylo docíleno prokopáním nového koryta a výstavbou jezů a náhonů.
Staré koryto se nazývá, Stará řeka , na mapách bývá nesprávně uváděno Mlýnský náhon, kterým však není a nikdy nebyla, náhon je umělá vodní stavba přivádějící vodu nejčastěji na vodní kolo. Nové koryto je regulované množstvím umělých stupňů.

## Galerie

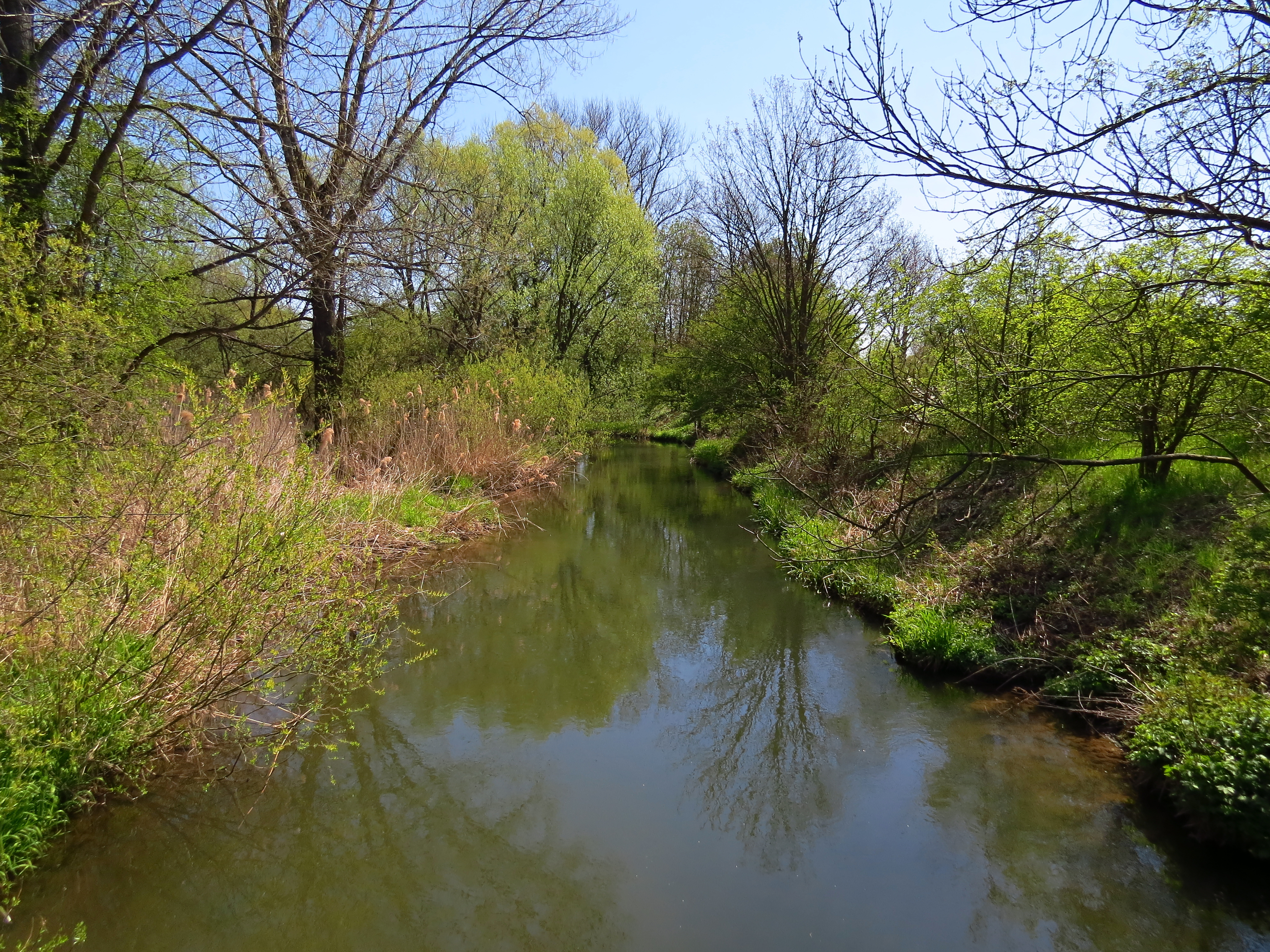
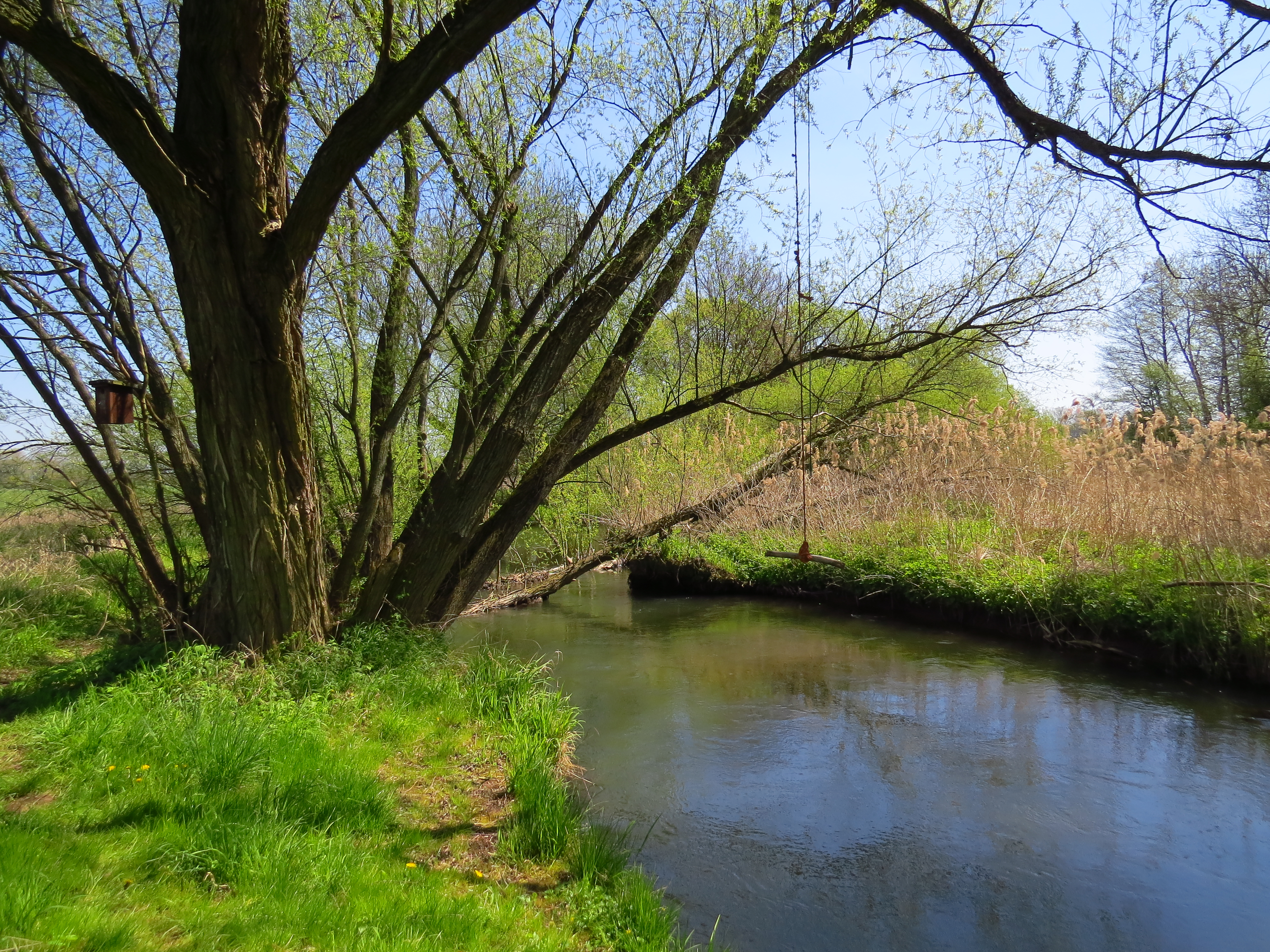
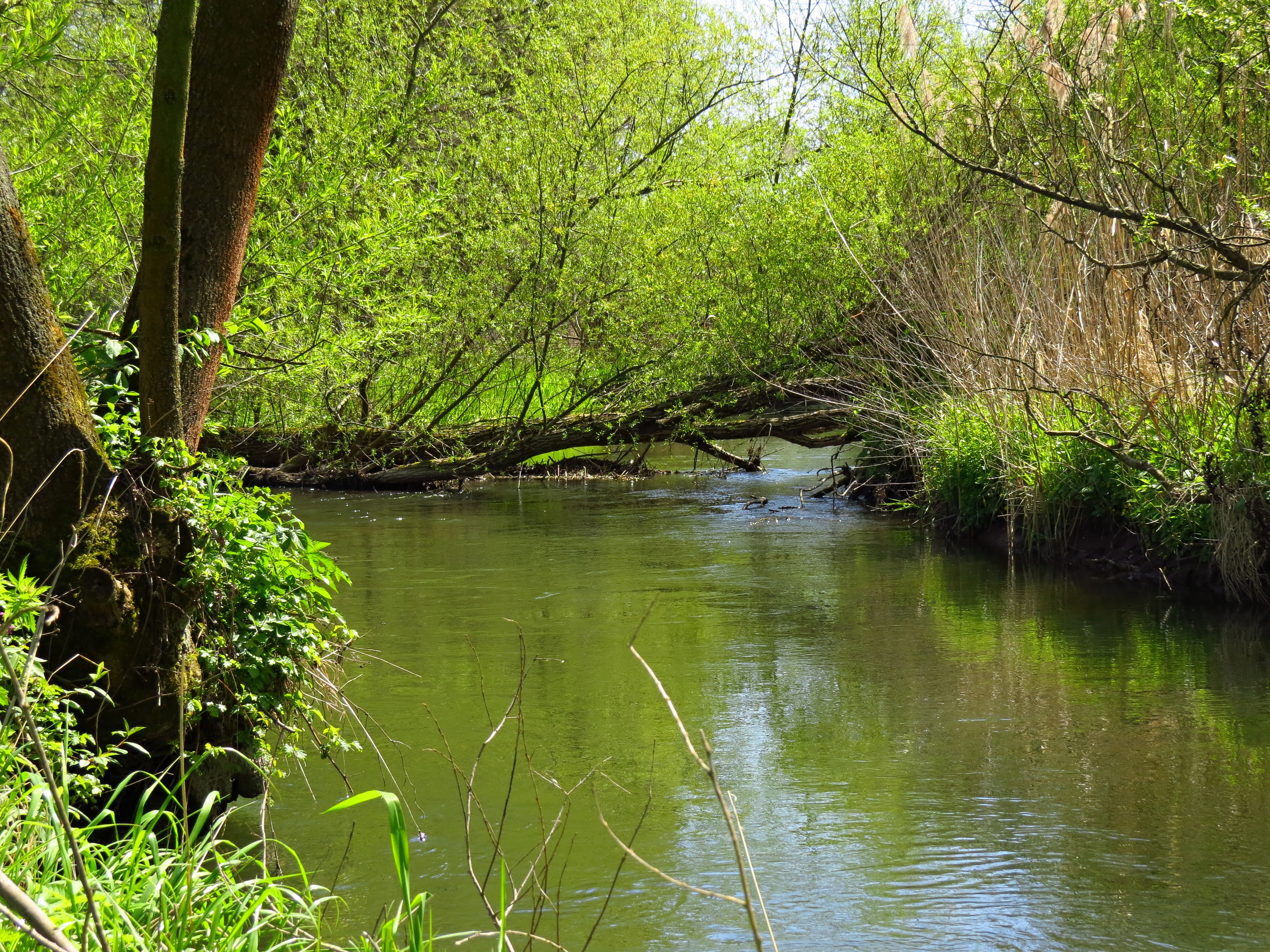
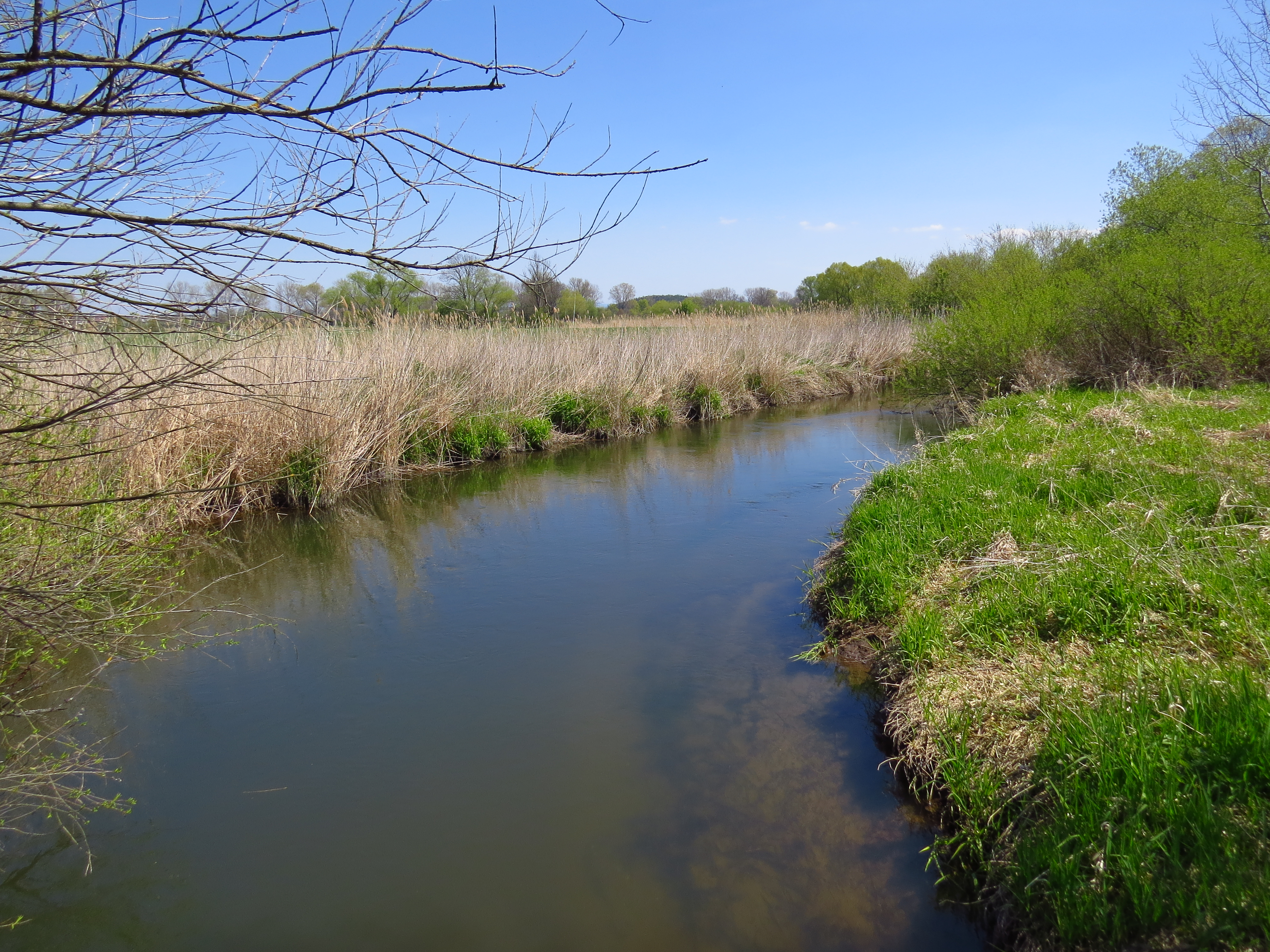